# Jay Friedkin
Jay Friedkin ist ein Filmeditor. Bekannt wurde er durch die in den 1990er und 2000er Jahren entstandenen Kinofilme Ein Schweinchen namens Babe, Schweinchen Babe in der großen Stadt und Pathfinder – Fährte des Kriegers.

## Leben und Karriere
Jay Friedkin ist seit Mitte der 1990er Jahre im Filmgeschäft als hauptberuflicher Editor tätig. Erste Erfahrungen in der Branche sammelte er jedoch bereits im Jahr 1980 als Lehrling unter der Anleitung von Editor Jeff Kanew bei Robert Redfords Kinoproduktion Eine ganz normale Familie.
1996 erhielt er, zusammen mit Marcus D’Arcy, für den Schnitt des australischen Familienfilms Ein Schweinchen namens Babe (Regie: Chris Noonan) eine Oscar-Nominierung in der Kategorie Bester Schnitt. Für die Fortsetzung von Regisseur George Miller mit dem Titel Schweinchen Babe in der großen Stadt wurde Friedkin erneut, dieses Mal gemeinsam mit der Kollegin Margaret Sixel, als Editor verpflichtet. Für eine Fernsehverfilmung von Frankenstein engagierte ihn 2004 der deutsche Regisseur Marcus Nispel. 2007 arbeitete Friedkin erneut mit Nippel zusammen, diesmal an dem Abenteuerfilm Pathfinder – Fährte des Kriegers mit Karl Urban und Clancy Brown in den Hauptrollen.

## Auszeichnungen
- 1996: Oscar-Nominierung in der Kategorie Bester Schnitt bei der Verleihung 1996 für Ein Schweinchen namens Babe zusammen mit Marcus D’Arcy
- 1996: British-Academy-Film-Award-Nominierung in der Kategorie Bester Schnitt für Ein Schweinchen namens Babe zusammen mit Marcus D’Arcy

## Filmografie

### Kino
- 1995: Ein Schweinchen namens Babe (Babe)
- 1998: Schweinchen Babe in der großen Stadt (Babe: Pig in the City)
- 2007: Pathfinder – Fährte des Kriegers (Pathfinder)

### Fernsehen
- 1997: Schmutzige Tricks in Reno (Tricks)
- 2004: Frankenstein